# Městská kniha

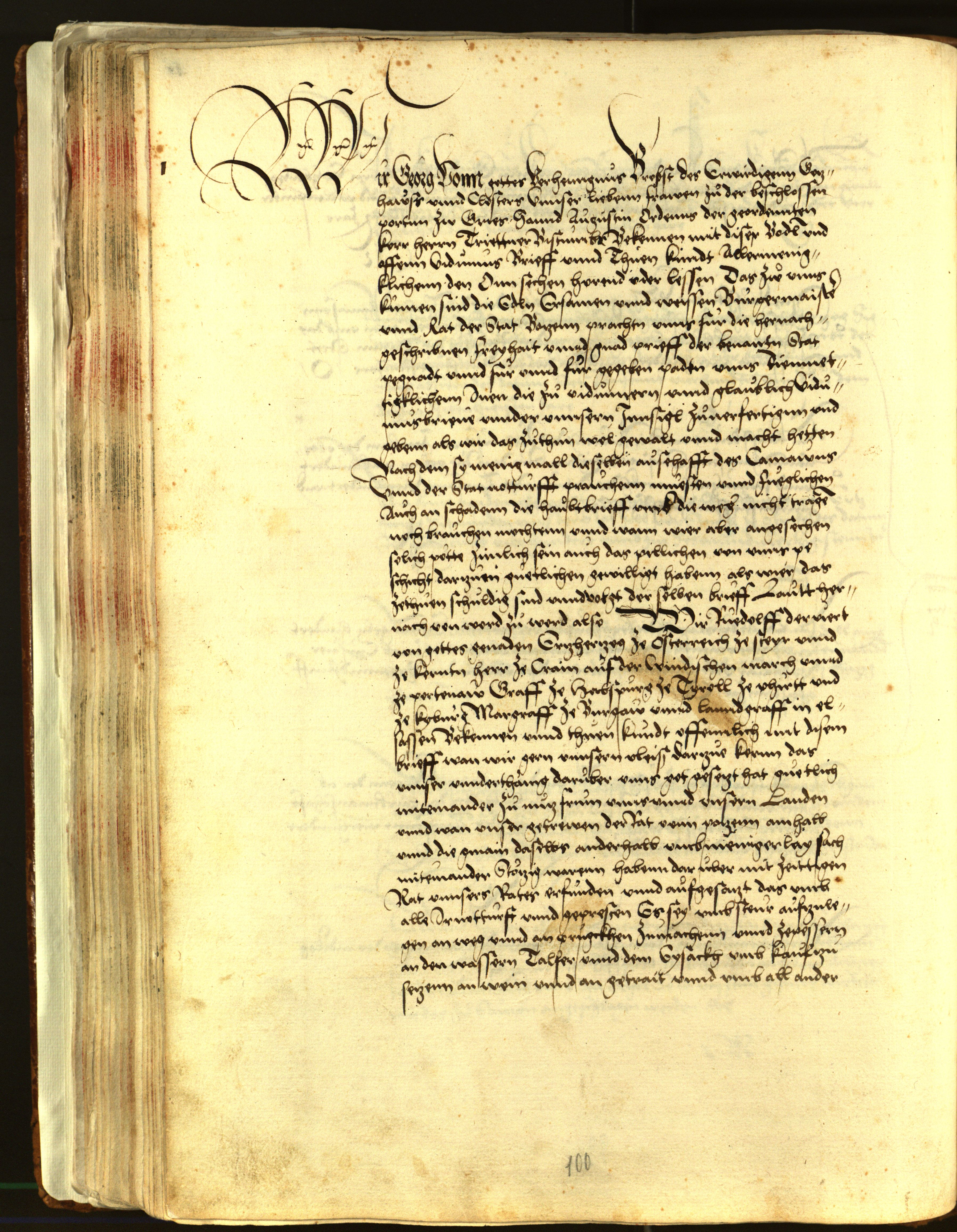
List z městské knihy z Bolzana (tzv. Bozner Stadtbuch) z let 1472-1525, f. 76v. Obsahuje kopii městských práv z roku 1363 vydaného Rudolfem IV. Habsburským (Historický archiv města Bolzana)

Liber iurium nebo též liber civitatis neboli městská kniha, též německy Stadtbuch, je úřední kniha, soubor listin, přepisů nejdůležitějších aktů středověkých městských archivů. 
Důvodem vzniku těchto knih byl velký objem dokumentů, které bylo potřeba uchovávat. Ve formátu knihy byly lépe uchovávány než jako volné pergameny nebo listy papíru.

## Nejstarší městské knihy
Liber iurium v Curychu vznikl v letech 1292-1371, v Lübecku v letech 1277-1863, ve Vídni 1395-1430 a v Bolzanu 1472-1525.
Liber iurium je možné chápat jako stručný přepis městského archivu (záložní kopie, v nejstarších případech), v jiných případech plní funkci kroniky vybraných událostí s dokumenty k tomuto tématu, jakýsi památník, který v krizových chvílích mohl sloužit jako morální podpora obyvatel.
Typologicky je Liber iurium podobný, ne však identický, s kartuláry (kopiáři).
Nejstarší česká městská kniha vznikla na Starém Městě pražském. Pochází z roku 1310 a její poslední zápis je z roku 1518. V roce 2010 bylo vyrobeno 22 kusů jejího faksimile.